# Karl Aichinger
Karl Aichinger (* 25. April 1951 in Floß in der Oberpfalz; † 13. Dezember 2014 in Regensburg) war ein deutscher Maler und Bildhauer.

## Leben und Werk
Karl Aichinger besuchte das Kepler-Gymnasium in Weiden. Nach dem Abitur begann er ein Studium der Soziologie und Mineralogie, das er zu Gunsten einer Tätigkeit am Theater aufgab. Alexeij Sagerer holte ihn 1973 an das „Theater proT“, wo er unter anderem an der Entstehung des Stückes „Wattn (ein Kartenspiel) oder Ois brenn’ ma nida“ (1974) beteiligt war, sich als Schauspieler und Musiker betätigte und Bilder malte. Danach kehrte er in die Oberpfalz zurück, machte mit 30 Jahren eine Ausbildung als Steinmetz und Steinbildhauer, um sich dann nur noch dem eigenen Werk, der Bildenden Kunst und der Musik zu widmen.
Neben Gemälden, Grafiken und Skulpturen schuf er in seinem Atelier in Weiden Fotografien, Filme und CD-Cover vor allem für Produktionen der Donaueschinger Musiktage.

## Ausstellungen (Auswahl)
Aichinger zeigte seine Arbeiten außer in Einzelausstellungen in Kunstgalerien und anderen Ausstellungsräumen auch im Rahmen vieler Gruppenausstellungen.
- 1975 Galerie AE, Bamberg
- 1976 Galerie Hollerbach-Schliebener, München
- 1978 Altstadtgalerie, Weiden
- 1984 Weidener Kulturtage, Neues Rathaus, Weiden
- 1985 Galerie Chambinzky, Würzburg
- 1987 Galerie Schulte-Strathaus, Murnau
- 1989 Galerie für neue Kunst, München
- 1992 Galerie Aurora München
- 1993 Oberpfälzer Künstlerhaus – Kebbel Villa, „Das Fugenschach – eine Tonleiter der Schöpfung“
- 1994 Ausstellungshalle des Ministeriums für kulturelle Angelegenheiten, Luxemburg
- 1997 Galerie Hammer-Herzer, Weiden
- 1998 Galerie Weber, Viechtach
- 1999 Galerie für neue Kunst, Amberg
- 2001 Dörnberg-Palais, „Ich schaue die Schöpfung – denken ist danken“, Regensburg
- 2004 Bettina Callies Galerie und Edition, „Wasser und Wind – Arbeiten auf Papier“, Regensburg
- 2011 Galerie Dr. Erdel Verlag, „im Traum gelacht“, Regensburg
- 2011 Oberpfälzer Künstlerhaus – Kebbel Villa, „Karl Aichinger im Oberpfälzer Künstlerhaus – Ich nehme wahr und was ich mache ist Musik“, Schwandorf-Fronberg
- 2012 Galerie Dr. Erdel Verlag, Regensburg

## Kataloge
- Karl Aichinger im Oberpfälzer Künstlerhaus. Ausstellung, Künstlerhaus, Kebbelvilla Schwandorf 2011.
- Karl Aichinger 1974–1984. Eine Ausstellung Bildender Kunst im Neuen Rathaus in Weiden vom 21. Oktober bis 4. November 1984. Weiden 1984.
- Karl Aichinger. col legno – Galerie für Neue Kunst. München 1989.
- Bilder und Skulpturen zum Fugenschach von Karl Aichinger. Ausstellung vom 24. Januar–28. Februar 1993 im Oberpfälzer Künstlerhaus, Kebbel-Villa Schwandorf Fronberg.
- Ich schaue die Schöpfung – All-ein-sein. Bilder von Karl Aichinger in der Wieskapelle im Kloster Speinshart, 6.–30. September 2001. Hrsg. vom Heimatverein Eschenbach 2001.